# Scandale à la cour
Pour plus de détails, voir Fiche technique et Distribution.
Scandale à la cour (États-Unis : A Royal Scandal, Royaume-Uni : Czarina) est un film dramatique américain réalisé par Ernst Lubitsch et Otto Preminger, sorti le 11 avril 1945. Le scénario est inspiré des aventures amoureuses de Catherine II de Russie et de la pièce de théâtre Die zarin (The Czarina) écrit par Lajos Biró et Melchior Lengyel. 

## Synopsis
Dans la Russie du XVIIIe siècle, le lieutenant naïf mais idéaliste Tchernov rencontre l'impératrice Catherine la Grande qui s'éprend de lui et le nomme chef de sa garde impériale.

## Fiche technique
- Titre : Scandale à la cour
- Titre original : A Royal Scandal
- Réalisation : Ernst Lubitsch puis Otto Preminger
- Scénario : Edwin Justus Mayer et Bruno Frank
- Direction artistique : Mark-Lee Kirk et Lyle R. Wheeler
- Décors : Thomas Little
- Costumes : René Hubert
- Photographie : Arthur C. Miller
- Montage : Dorothy Spencer
- Musique : Alfred Newman
- Production : Raymond A. Klune et Sam Wurtzel
- Société de production : 20th Century Studios
- Pays d'origine : États-Unis
- Langue : Anglais
- Format : 35 mm
- Genre : Film historique
- Durée : 94 minutes
- Dates de sortie : 11 avril 1945

## Distribution
- Tallulah Bankhead :Catherine II
- Charles Coburn : Chancelier Nicolai Iiyitch
- Anne Baxter : Comtesse Anna Jaschikoff
- William Eythe : Lieutenant Alexei Chernoff
- Vincent Price : Marquis de Fleury
- Mischa Auer : Capitaine Sukov
- Sig Ruman : Général Ronsky
- Vladimir Sokoloff : Malakoff
- Mikhail Rasumny : Général soûl

## Production
Ernst Lubitsch était le réalisateur initial, toutefois il a souffert d'une maladie durant le tournage. Otto Preminger va remplacer Lubitsch pour la suite du tournage pour que le film soit complété. Scandale à la cour est un remake du film muet Paradis défendu lui aussi réalisé par Ernst Lubitsch.